# Erica Moore
Erica Moore (Estados Unidos, 25 de marzo de 1988) es una atleta estadounidense especializada en la prueba de 800 m, en la que consiguió ser medallista de bronce mundial en pista cubierta en 2012.

## Carrera deportiva
En el Campeonato Mundial de Atletismo en Pista Cubierta de 2012 ganó la medalla de bronce en los 800 metros, llegando a meta en un tiempo de 1:59.97 segundos que fue su mejor marca personal, tras la keniana Pamela Jelimo y la ucraniana Nataliia Lupu.